# ネイチャーチャイナ
ネイチャーチャイナ（中国語: 自然中国）は、科学と医療に関する中華人民共和国からの研究論文を紹介する英語と中国語のインターネット・サイトで、ネイチャー出版グループ(NPG)が運営している。英語版は2007年1月に発足し、後に中国語ミラーサイトが2007年4月25日に立ち上げられた。登録と閲覧は無料である。ISSNは1751-5793。

## 概要
ネイチャー出版グループは、科学雑誌ネイチャーの出版社である。ネイチャーチャイナの目的は、世界中の科学者と専門家に香港と大陸中国の最新研究に関する知識を提供することにある。台湾は対象に含まない。毎週、ネイチャーチャイナの編集部は英語と中国語のすべての科学雑誌から、中国からなされた最良の新しい公刊論文を選び出す。ネイチャー出版グループが擁する雑誌とは異なり、ネイチャーチャイナはその科学上の発見の重要性を説明する200語程度の要約を「研究ハイライト」として示すだけである。
サイトはまた、ユーザーが関心を持つ論文を推薦する「推薦論文」というコーナーを持つ。推薦理由は、新奇性や論争性であってよいが、自分の論文を推薦することはできない。ユーザーは、既にデータベースに入っているものに投票したりコメントしたりすることができる。
以下のような分野を含む。
- 生物学
- 分子・細胞生物学
- 化学
- 臨床医学
- 地球科学と環境科学
- 生態系と進化
- 遺伝学
- 物質科学
- 神経科学
- 物理学
- 宇宙・天文学